# Constituição do Estado do Amapá
A Constituição do Estado do Amapá é a lei fundamental maior da competência do processo legislativo do estado brasileiro do Amapá, conforme os padrões emanados pela Constituição do Brasil. Foi promulgada pela Assembleia Legislativa em 20 de dezembro de 1991, exatamente como manda o Artigo 11 da Constituição Federal de 1988.

## História
Com a Constituição Federal do Brasil de 1988, o Amapá deixa de ser Território Federal e passa a se tornar estado da federação. Assim, é criada a 1ª Legislatura da Assembleia Legislativa em 1 de janeiro de 1991. E através da Assembleia Estadual Constituinte foi promulgada a primeira constituição em 20 de dezembro de 1991.

## Preâmbulo
A Constituição Política amapaense tem o seguinte preâmbulo:
| “ | Nós, os primeiros Deputados Estaduais, representantes do povo amapaense, reunidos em Assembleia Estadual Constituinte para instituir o ordenamento básico e reafirmar os valores que fundamentam os objetivos e princípios da Constituição da República Federativa do Brasil, invocando a proteção de Deus, inspirados no ideal de a todos garantir justiça, liberdade e bem estar, promulgamos a CONSTITUIÇÃO DO ESTADO DO AMAPÁ. | ” |

## Corpo redacional
A redação do corpo ou texto da atual carta política compõe-se de uma literatura com 357 artigos e, a estes, acrescentam-se 63 artigos do texto do Ato das Disposições Constitucionais Transitórias.

### Elenco constituinte
A atual Lei Maior do Amapá teve os seguintes assinantes:
- Nelson Salomão – Presidente
- Nilde Santiago – 1º Vice-Presidente
- Luis Barreto – 2º Vice-Presidente
- Félix Ramalho – Secretário Geral
- Dáqueo Ribeiro – 1º Secretário
- Adonias Trajano – 2º Secretário

Aluízio Gomes, Amiraldo Favacho, Antônio Teles, Fran Júnior, Geraldo Rocha, Hildo Fonseca, Janete Capiberibe, Jarbas Gato, Jefri Hippolyte, João Dias, Júlio Miranda, Manoel Brasil, Maurício Júnior, Regildo Salomão, Ricardo Soares, Sebastião Rocha, Waldez Góes. 

## Emendas Constitucionais
A primeira emenda foi promulgada no dia 29 de março de 1994 e publicada no Diário Oficial do Estado do Amapá na edição idem. 

## Versão em braile
A Constituição do Estado do Amapá é a primeira a ser publicada no sistema braille, processo de leitura e escrita utilizado por deficientes visuais. A obra foi lançada em Brasília em 2015.
A publicação foi impressa na Gráfica do Senado, com as legislações estaduais. A casa de leis amapaense é a primeira do país a contar com a constituição em braille.